# حزب سبز اروپا
حزب سبز اروپا (EGP)، که بعضاً به عنوان سبزهای اروپایی نیز شناخته می‌شود، حزب سیاسی اروپایی است که به عنوان فدراسیون احزاب سیاسی در سراسر اروپا از سیاست سبز حمایت می‌کند. حزب سبز اروپا با همکاری اتحاد آزاد اروپا، حزب دزدان دریایی اروپا و ولت اروپا برای تشکیل گروه پارلمانی سبزها – اتحاد آزاد اروپا (سبزها / EFA) در پارلمان اروپا همکاری می‌کند.

## تاریخچه
حزب سبزهای اروپا در ۲۲ فوریه ۲۰۰۴ در چهارمین کنگره فدراسیون احزاب سبز اروپا در شهر رم با حضور بیش از ۱۰۰۰ نماینده تأسیس شد. سی و چهار حزب سبز از سراسر اروپا به این حزب جدید پان اروپایی پیوسته‌اند. سبزها اولین کسانی بودند که در سطح اروپا یک حزب سیاسی تشکیل دادند. سایر فدراسیون‌های سیاسی اروپا نیز در دوره ۲۰۰۴–۲۰۰۷ این روند را دنبال کردند.

### ۱۹۷۹ تا ۱۹۹۳

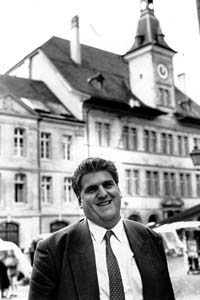
در سال ۱۹۷۹، دانیل برلاز به عنوان اولین نماینده سبز جهان در یک پارلمان ملی (سوئیس) تبدیل شد.

در سال ۱۹۷۹ هماهنگی احزاب سبز و رادیکال اروپا (CEGRP) برای هماهنگی مشارکت احزاب سبز و رادیکال در انتخابات پارلمان اروپا ۱۹۷۹ ایجاد شد: اختلافات قابل توجهی بین گروه‌های سبز و رادیکال وجود داشت و احزاب قادر به یک بستر مشترک انتخاباتی پان اروپایی را تشکیل می‌دهند. اگرچه برخی از احزاب نظرسنجی خوبی داشتند، اما هیچ سبز وارد پارلمان اروپا نشد.
در انتخابات ۱۹۸۴ سبزها دوباره شرکت کردند. آنها کنگره ای را در بهار ۱۹۸۴ در لیژ برگزار کردند و یک هماهنگی سبز اروپایی را با دبیرخانه ای که توسط حزب سیاسی رادیکال هلند تهیه شده بود، ایجاد کردند. آنها همچنین بیانیه مشترک احزاب سبز اروپا را صادر کردند. علاوه بر این، به‌طور کلی احزاب عضو تقویت شده بودند. یازده نماینده پارلمان اروپا از احزاب عضو به پارلمان اروپا انتخاب شدند.  آنها پیوند سبز جایگزین اروپا (GRAEL) را در پارلمان اروپا تشکیل دادند. این گروه برای تشخیص بودجه و کمیته‌ها توسط پارلمان بسیار کوچک بود و به همین دلیل به گروه رنگین کمان پیوست، که منطقه گرایان، جنبش مردمی دانمارک علیه جامعه اروپا و برخی از رادیکال‌ها و سوسیالیست‌ها را نیز در بر می‌گرفت.
سبزهای اروپا یک ساختار سه ضلعی کنفدرالی آزاد با این خودمختار در پارلمان، حزب سبز اروپا ضعیف به عنوان یک نهاد هماهنگ‌کننده فوق ملی و احزاب عضو تشکیل دادند. موقعیت سبزهای اروپا نیز با اصل چرخش که برخی از احزاب عضو (آلمان و هلند) از آن استفاده کردند، تضعیف شد، و نمایندگان پارلمان اروپا پس از گذراندن نیمی از دوره خود با جایگزین دیگری شدند. این روش چرخش از سبزهای آلمانی برای جلوگیری از همکاری اعضای سیستم توسط مذاکرات غیررسمی در بوندستاگ اما در پارلمان اروپا به آنها بد عمل کرد.
برای احزاب هلندی، گزینه چرخش انتخاب سازش بین سه حزب بود که فقط دو کرسی در پارلمان داشتند: یک کرسی توسط کاندیدای اصلی حفظ شد در حالی که کرسی دوم بین کاندیدای دوم و سوم چرخید. به این ترتیب هر حزب نماینده ای در پارلمان اروپا دارد. سرانجام، هنوز تنوع قابل توجهی در نظرات سبزها خصوصاً بین گرایش‌های طرفدار اروپا و گرایش به شکاکیت به اروپا وجود داشت. این عوامل باعث تضعیف موقعیت سبزها در پارلمان شد.
در انتخابات ۱۹۸۹ احزاب سبز ۲۶ کرسی به دست آوردند.  دلیل درگیری‌های سیاسی با گروه Rainbow که ادامه دارد، سبزهای اروپایی یک گروه جداگانه پارلمانی را تشکیل دادند، گروه سبز در پارلمان اروپا. در این دوره، سبزها بیشتر در پارلمان جای گرفتند.

### ۱۹۹۳ تا ۲۰۰۴
در ژوئن ۱۹۹۳ فدراسیون احزاب سبز اروپا توسط اعضای حزب سبز اروپا در کرکونوممی، فنلاند تشکیل شد. این سازمان از ساختار بیشتری برخوردار شد، اکنون دارای یک کنگره سه ساله، یک شورا و یک کمیته فدراسیون (اجرایی) بود. این روابط خود را با گروه سبز در پارلمان اروپا تقویت کرد.